# Puokiovaara
Puokiovaara är en kulle i Finland. Den ligger i Puolango och landskapet Kajanaland, i den centrala delen av landet, 500 km norr om huvudstaden Helsingfors. Toppen på Puokiovaara är 213 meter över havet.
Terrängen runt Puokiovaara är huvudsakligen platt.  Trakten runt Puokiovaara är nära nog obefolkad, med mindre än två invånare per kvadratkilometer.